# Hoek van Ameland

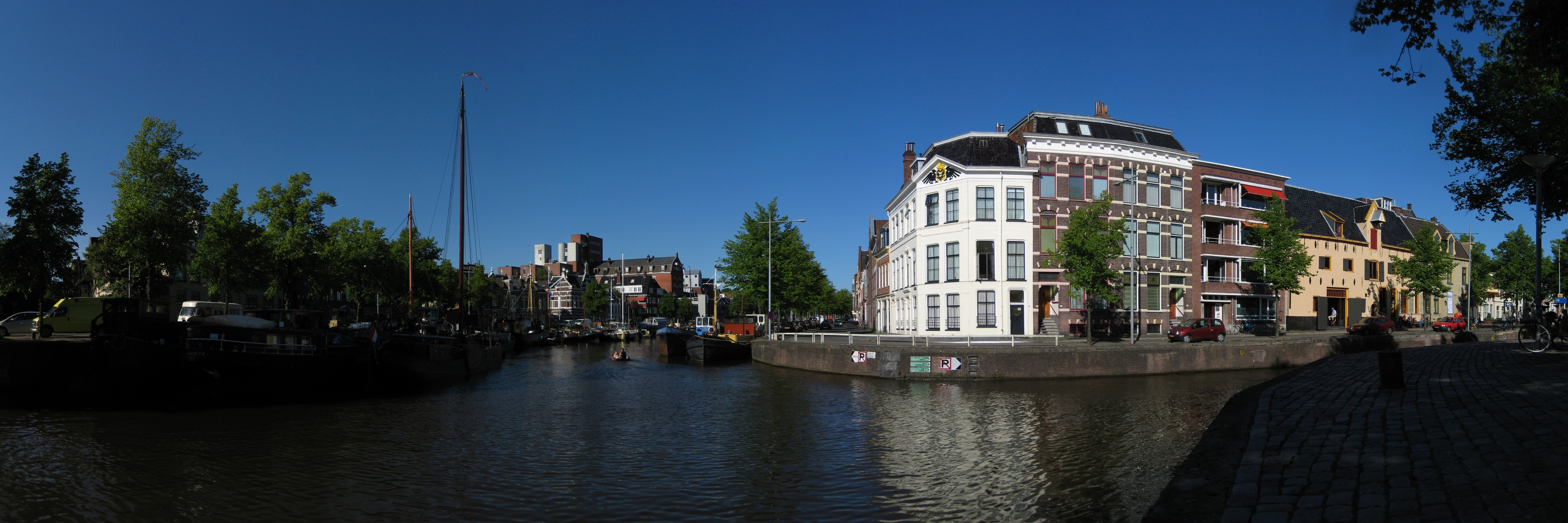
De Hoek van Ameland (rechts) in 2010. Links van het midden de Noorderhaven, rechts het begin van de Hoge der A. Het witte gebouw is het voormalige havenkantoor, een rijksmonument.

De Hoek van Ameland in Groningen is de naam voor de noordwestelijke hoek van de Groninger binnenstad, het gedeelte van de Noorderhaven tussen de Vijfde Drift en de Visserstraat.
Op oude plattegronden van Groningen en in gemeentelijke bouwvergunningen komt de naam Hoek van Ameland of ook wel Hoek van ’t Ameland nog tot circa 1922 voor. 

## Oorsprong van de naam
Over de oorsprong van de naam bestaan twee theorieën. 
Eerste theorieOp de website van de digitale stad Groningen staat: het gedeelte aan de zuidzijde van de Noorderhaven tussen 5e Drift en Visserstraat heette tot na de Eerste Wereldoorlog ook wel Het Ameland of Hoek van Ameland, de vertrekplaats van de bootdiensten naar Ameland en Schiermonnikoog.
De oorsprong van deze opvatting ligt vermoedelijk bij mr. J.A. Feith, de Rijksarchivaris die aan het eind van de negentiende eeuw in de Groningsche Volksalmannaken vaak over de herkomst van straatnamen schreef.
Hij zegt: "De westelijke hoek der haven staat bekend als de Hoek van Ameland, in de vorige eeuw doorgaans alleen het Ameland genoemd. Juist tegenover dien hoek ligt het Reitdiep, de oude weg naar zee. De vroeger levendige handel van Groningen op Ameland in levensmiddelen en omgekeerd in paarden verklaart, hoe de plaats, waar in onzen tijd de stoomboot van het nabij Ameland gelegen Schiermonnikoog aan de kade wordt gemeerd, den naam Hoek van Ameland heeft gekregen."
Het is waar dat zo tussen 1870 en 1930 een stoombootdienst op Schiermonnikoog heeft bestaan, die aanlegde op de Hoek van ('t) Ameland. Deze boten voeren op marktdagen, dinsdag en vrijdag. Maar op Ameland heeft nooit een reguliere vaardienst vanuit de stad Groningen bestaan, niet in de tijd van de stoomboten en al helemaal niet daarvoor. Met zeilschepen is de vaart van Groningen naar Ameland immers niet makkelijk. Het Reitdiep is altijd lastig te bevaren geweest en om vanuit Zoutkamp naar Ameland te zeilen, moet men door een wantij. De scheepvaart van en naar Ameland is dus in de periode voor de stoomvaart steeds overwegend op de Friese kust gericht geweest. Dat relativeert het belang van Feiths vroeger levendige handel van Groningen op Ameland in levensmiddelen en omgekeerd in paarden en geeft ruimte voor een tweede theorie.
Tweede theorieDe tweede theorie is gebaseerd op een huis met de naam Het Ameland. Dat huis stond op de plaats waar nu het voormalige Havenkantoor, met het stadswapen in de gevel staat. Voordat in dit pand het gemeentelijk Havenkantoor werd gevestigd, diende het als Hotel Schiermonnikoog (van circa 1880 tot 1907). Voor 1880 was het een havenkroeg. In de loop van de negentiende eeuw wordt de bestemming aangeduid als tapperij of koffijhuis, maar steeds wordt gesproken van het huis Het Ameland genaamd, gelegen op de hoek van de Noorderhaven. De oudste bekende aanduiding is van 1722. Opvallend is dat het steeds Het Ameland is. Het Ameland zou dan niet verwijzen naar het eiland, maar het Ame staat in dat geval voor A of Aam, de aanduiding voor een waterloop. Ame betekent dus water en Het Ameland is dan het land-in-water. Warmolt Brouwer heeft voor deze plek in nog oudere stukken (1659) de naam 't Eylant gevonden, in feite hetzelfde woord als Ameland, want Ey = Ee = Eem = Aam = water.